# Joseph Smith (Generalmajor)
Joseph Smith (* 1732/33; † 1. September 1790 in Bath, Somerset) war ein britischer Offizier der Britischen Ostindien-Kompanie.

## Leben
Joseph Smith war der Sohn eines gleichnamigen Offiziers im Ingenieurscorps der Ostindien-Kompanie. Er trat selbst 1749 als Ensign der Madras Army der Ostindien-Kompanie bei. Der lange, immer wieder aufflammende Krieg der Britischen Ostindien-Kompanie gegen die Franzosen um die Karnatik-Region (Karnatische Kriege) bot viele Möglichkeiten für einen energischen jungen Offizier wie Smith, sich auszuzeichnen. Bereits 1753 erhielt er das Kommando über eine unabhängige Abteilung zur Unterstützung des Nawabs der Karnatik, wurde jedoch gefangen genommen, als die Streitkräfte des Nawabs ihn in einem Gefecht im Stich ließen. Während eines Waffenstillstands wurde Smith bald aus der Gefangenschaft entlassen und 1754 zum Captain befördert. 1757 befehligte er die wichtige Festungsstadt Trichinopoly und kontrollierte damit den Kreuzungspunkt der Nord-Süd- und Ost-West-Routen der südlichen Karnatik. Smith konnte eine französische Belagerung des Ortes erfolgreich abwehren, während er mit fünfmal so vielen französischen Kriegsgefangenen belastet war wie mit europäischen Truppen. Im März 1760 erhielt er den Befehl, die Truppen unter Major George Monson zu verstärken, die Karikal, einen französischen Posten an der Küste, belagerten, und traf am 3. April rechtzeitig ein, um bei der Erstürmung des Ortes zu helfen. Im September wurde er zum Major befördert und während der erfolgreichen britischen Belagerung des französischen Hauptquartiers Pondicherry durch Monson und Eyre Coote zum Kommandeur einer Brigade ernannt.
Smith kehrte 1763 auf Urlaub nach England zurück und kam im September 1766 im Rang eines Colonel nach Indien zurück. Bald erhielt er ein Feldkommando, um mit dem Nizam von Hyderabad gegen ihren gemeinsamen Feind, den ehrgeizigen und dynamischen aufstrebenden Soldaten-Herrscher von Mysore, Haidar Ali, vorzugehen (Erster Mysore-Krieg). Der Rat der Ostindien-Kompanie in Madras war bestrebt, dass die Karnatik nach Westen expandierte, um eine stärkere Grenze und mehr Einnahmen für ihren Marionetten-Nawab Muhammad Ali zu sichern und den Machtbereich Haidar Alis zu verkleinern. Smiths begründeter Verdacht, dass der Nizam mit dem Gedanken spielte, die Seiten zu wechseln, wurde vom Rat von Madras zurückgewiesen. Aber Smith zog sich im Mai 1767 vorsichtig an die karnatische Grenze zurück. Als der Nizam im August offene Feindseligkeiten eröffnete, war Smith darauf vorbereitet, den Changama-Pass (120 Meilen südwestlich von Madras) zu verteidigen, um zu verhindern, dass die neuen indischen Verbündeten vom Dekkan-Plateau in die reiche karnatische Küstenebene vordringen konnten.
Auf dem Höhepunkt des Monsuns besiegte Smith Haidar und den Nizam zweimal in offenen Schlachten (3. und 26. September 1767). Bei letzterer Gelegenheit verloren die Alliierten 4000 Mann und 64 Geschütze, wobei Smiths Truppen nur 150 Tote und Verwundete zu beklagen hatten. Obwohl sich der Nizam im Dezember in die Neutralität zurückzog, war Haidar immer noch im Feld, war aber jetzt vorsichtiger, wenn es darum ging, den Kampf des gefürchteten Smith anzunehmen. Als General John Caillaud Ende 1767 nach England zurückkehrte, wurde Smith dessen Nachfolger als Oberbefehlshaber der Madras Army und wurde im folgenden Jahr zum Brigadier-General befördert. Smith konnte Haidar nicht ohne weiteres zum Kampf zwingen, da er unter großen logistischen Schwierigkeiten litt und viel weiter landeinwärts kämpfte, als es jemals eine Armee der Ostindien-Kompanie im Süden geschafft hatte. Er verfügte oft über wenig oder gar keine Kavallerie, um den Reiterheeren Haidars entgegenzutreten, die folglich das Land um Smiths Armee nach Belieben verwüsten konnten.
Während der ersten neun Monate des Jahres 1768 drängte der Rat von Madras, der Smiths Probleme nicht ernst nahm, ihn, eine entscheidende Schlacht anzustreben und sogar Haidars größte Festung in Bangalore anzugreifen. Sie schickten schließlich und katastrophaler Weise zwei zivile Ratsmitglieder in sein Lager, um ihn anzutreiben. Diese Männer versuchten, Smith ihre amateurhaften strategischen Ideen aufzuzwingen. Sie stachelten ihn dazu an, Haidar zu einer Konfrontation zu zwingen, indem sie eine leichte Abteilung unter Colonel Mark Wood einsetzten, um dessen Rücken zu umgehen. Als Haidar daraufhin seine gesamte, zahlenmäßig weit überlegene Armee auf Wood umdrehte, rettete ihn Smith gerade noch rechtzeitig (9. Oktober 1768).
Es kam zu einer Pattsituation zwischen den Hauptarmeen, wobei Haidar sich hinter sehr mächtigen Befestigungen versteckte und Smith nicht in der Lage war, eine Operation gegen ihn zu starten, ohne zuvor die Nachschubsituation deutlich zu verbessern und einen großen Belagerungstross zu erhalten. Dies überstieg jedoch bei weitem die Möglichkeiten von Madras. Tatsächlich verfügte der Rat im Frühjahr 1769 nicht mehr über das Geld, um seine Armee im Feld zu halten. Verzweifelt wurde Smith zu weiträumigen Plünderungen nach Mysore gesandt, um Haidar auszuräuchern. Diese Strategie konterte Haidar, indem er mit einer 6000 Mann starken Elitekavallerietruppe Smiths Armee auswich, schnell zu den Toren von Fort St. George in Madras ritt und einen Frieden zu seinen Bedingungen forderte, den zu akzeptieren sich die beunruhigten und mittellosen Ratsmitglieder im März 1769 gezwungen sahen. Die Direktoren der Ostindien-Kompanie machten den überehrgeizigen Rat für das Scheitern verantwortlich, nicht Smith, und 1771 zum Major-General befördert wurde. Haidar hatte Smith sehr bewundert und bat, als der Frieden unterzeichnet war, um ein Treffen mit ihm.
Smith blieb weitere sechs Jahre lang Oberbefehlshaber in Madras, mit zwei kurzen Unterbrechungen 1770 und 1772/73: Seine Nachfolger verwickelten sich in die zunehmend parteiische Politik des Rates von Madras und zogen sich schnell aus ihrem Amt zurück, sodass Smith sein Kommando wieder übernehmen konnte. Smith, der auf dem Schlachtfeld kühl und entschlossen war, war der bevorzugte Oberbefehlshaber der zivilen Ratsmitglieder von Madras, weil er sich aufgrund seines milden Gemütes politisch manipulieren ließ. Smith wurde Teil der sich entwickelnden korrupten Beziehung zwischen den Ratsmitgliedern von Madras und dem Nawab Muhammad Ali. Der Nawab nahm insbesondere in großem Umfang von vielen Ratsmitgliedern und Amtsträger in Madras als Privatpersonen hochverzinsliche Darlehen auf und manipulierte sie so mit der Zeit dazu, aus wirtschaftlichem Eigeninteresse die Expansion des Nawab zu fördern. Offensichtlich stand auch Smith auf der Gehaltsliste des Nawab. In den Jahren 1772 und 1773 wurde Smith zweimal als Befehlshaber des Heeres auf Feldzüge im Auftrag des Nawabs geschickt, um den wohlhabenden und autonomen Raja von Tanjore zu zwingen, einen Teil seines Reichtums herauszugeben, um den Nawab zu bereichern, Aktionen, die später vom Direktorium der Ostindien-Kompanie verurteilt und rückgängig gemacht wurden.
Smith schied schließlich im Oktober 1775 aus dem Dienst aus und zog sich nach England zurück. Er starb am 1. September 1790 in seinem Haus am Circus in Bath. Während seiner Karriere glänzte Smith im Felde, obwohl ihm befohlen wurde, Leistungen zu vollbringen, die weit über die ihm gegebenen Mittel hinausgingen. In späteren Jahren führte er auch große Reformen in der Armee durch und war bei seinen Männern wegen der Fürsorge, die er ihnen entgegenbrachte, sehr beliebt.